# Sports Champions
Праздник Спорта (Sports Champions) — компьютерная игра 2010 года, разработанная San Diego Studio и Zindagi Games и издана Sony Computer Entertainment для PlayStation 3, в которой используется PlayStation Move. Она была официально представлена на конференции Game Developers Conference в San Francisco. Игра представляет собой сборник современных и средневековых спортивных игр, изданных Sony Computer Entertainment и совместно разработанными San Diego Studio. и Zindagi Games в качестве стартовой игры для PlayStation Move, которая будет поставляться вместе с контроллером в нескольких регионах.

## Геймплей
В игре участвует игрок, принимающий участие в шести уникальных видов спорта. Однако, в отличие от "Wii Sports, подобная коллекция спортивных игр для Wii, игра состоит из серии современных, а также средневековых видов спорта. Игра отличается от обычных тем, что включает в себя необычные виды спорта, такие как Диск-гольф и Бочче.
В отличие от Wii Sports, Wii Sports Resort и Kinect Sports, игроки не могут сменить свои аватары. Игроки могут принять участие в качестве одного из десяти спортсменов в различных мероприятиях. В игре есть три режима игры: «Свободная игра», «Challenge Mode» и «Champion Cup». В режиме свободной игры игроки могут играть в спортивные матчи с выбором вариантов геймплея. Режим Challenge позволяет игрокам конкурировать в серии событий, чтобы бить рекорды. В режиме Кубка Чемпионов игроки соревнуются с десятью другими спортсменами в турнире Олимпийских игр, чтобы стать главным чемпионом. Игроки могут также участвовать в различных режимах вместе с тремя другими друзьями в многопользовательском режиме игры.

### Спортивные игры
- Настольный теннис

В настольном теннисе игроки используют контроллер Move в качестве весла, который позволяет игрокам точно забивать, выполнять тяжелые спины, доски и шлемы. PlayStation Eye также контролирует местоположение тела игрока, чтобы увидеть, как игрок позиционируется, чтобы настроить ориентацию своего персонажа, а также позицию из таблицы. Точность Move также позволяет игрокам правильно обслуживать срезы и спины.
- Пляжный волейбол

С этим видом спорта игрок не имеет прямого контроля над тем, где на экране персонаж начинает матч или стоит. Вместо того, чтобы сосредоточиться на размещении персонажа, игрок должен сосредоточиться на ударах, настройке и ударе по мячу. Все эти три движения не сложны, но ключом к игре является время. Цветной круг появляется вокруг мяча, когда он подходит к игроку, а его размер и цвет позволяют игроку узнать, когда лучше всего совершить движение и поставить удар. Эта игра воспроизводится как с одним, так и с двумя контроллерами Move. Здесь зарабатываете медали — золото, серебро и бронзу.
- Дуэль гладиаторов

Этот вид спорта позволяет игрокам использовать один или два контроллера Move. При использовании двух контроллеров один из них управляет оружием, таким как гигантская Киянка, или различные мечи, такие как меч, или катана, а другой управляет баклером, который напоминает щит, который становится меньше, когда противник ударяет его. При использовании одного контроллера кнопка Т используется для отображения щита. Игроки могут заполнить измеритель мощности, чтобы развязать комбинацию с тремя ударами по противнику. Другие элементы управления включают игроков, которые накладывают руки на бедра, чтобы издеваться над врагом, а также удерживая спусковой крючок и размахивая контроллером, чтобы прыгать. В игре будет множество врагов, а также большой ассортимент разблокируемого оружия, в том числе необычно странное оружие.
- Диск-гольф

В этой игре цель игрока — бросить Фризби вниз как в игре гольф, и попытаться доставить своего фризби в ведро до того, как противник сделает. Движение определяет угол Фрисби, силу броска и мгновенное освобождение, что делает его очень реалистичным.
- Бочче

В Бочче два человека по очереди бросают деревянные шары на похожий, хотя и меньший деревянный шар, расположенный по полю от игроков. Человек, у которого мяч ближе к меньшему шару, выигрывает точку (или, если у них есть несколько шаров, которые ближе всего к меньшему шару, они могут выиграть несколько очков). Игрок также может ударить по мячу соперника, чтобы он катился в любом направлении, либо дальше, либо ближе к целевому мячу. Движение определяет вес, вращение и отбрасывание каждого броска, а затем переводит его в направление и движение мяча.
- Стрельба из лука

Это еще один вид спорта в игре, который позволяет игроку использовать один или два контроллера Move. При использовании двух игроков игрок удерживает один контроллер Move, как если бы он был луком, а другой, как будто это стрела. Игрок должен вернуться за ними и нажать и удерживать кнопку T, чтобы вытащить стрелу из своего колчана, постучать стрелкой, поставив два контроллера Move рядом друг с другом, отбросьте с помощью Move, который управляет стрелкой, и, наконец, как только игрок имеет желаемое напряжение, они должны отпустить кнопку T, чтобы стрелять по стреле. В зависимости от того, как далеко вы тянете стрелу. При использовании одного контроллера вы возвращаетесь одинаково, но чтобы постучать, просто нажмите регулятор Move прямо на экране.

## Продолжение
Праздник Спорта 2 был выпущен 21 мая 2012 года в трейлере PlayStation Blog. Там появились лыжи, бокс и другие виды спорта.

## Отзывы
| Сводный рейтинг    | Сводный рейтинг |
| Агрегатор          | Оценка          |
| ------------------ | --------------- |
| GameRankings       | 78,62 %         |
| Metacritic         | 76 %            |
| Иноязычные издания |                 |
| Издание            | Оценка          |
| 1UP.com            | A-              |
| Game Informer      | 7,75/10         |
| GameSpot           | 7,5/10          |
| IGN                | 7,5/10          |
| Joystiq            | 4,5/5           |

Игра получила в основном положительные отзывы от критиков, с Metacritic счетом 76 из 100. 1UP.com дал игре A-рейтинг, что "Но является ли Sports « убийцей „? Не совсем, но, как вы могли догадаться, мультиплеер намного веселее, чем одиночка“. Joystiq дал игру 4.5 из 5, сказав, что „Sports Champions — отличная игра для Move и стоит покупать самостоятельно, если вы отправитесь с консолью“. „Game Informer“ дал игре 7.75 из 10, сказав, что „Несмотря на некоторые ошибки, Sports Champions — это надежное предложение для геймеров, если вы можете принять мелкий характер компиляции, такой как это“. IGN дал игре смешанный обзор 7.5 из 10, сказав, что „Sports Champions — это весело, но это грубо в мелочах. Геймплей по большей части надежен и предоставит вам хорошие времяпровождение“. GameSpot также дал игре смешанный обзор с результатом 7,5 из 10, сказав, что „Sports Champions“, несомненно, является одним из самых сильных предложений для PlayStation Move. Это не игра, в которой вы, вероятно, будете играть соло в течение любого периода времени, но это, безусловно, тот, который вы будете продолжать возвращаться в любое время, когда вы заинтересованы в посещении друзей или родственников».
Тем не менее, ScrewAttack сделал Sports Champions номинантом на свои награды SAGY 2010 года.